# Амблиоммины
Амблиоммины (лат. Amblyomminae) — подсемейство клещей из семейства иксодовых (Ixodidae). Распространение всесветное. 
В подсемействе распространены все типы подстерегания, свойственные иксодовым клещам. Цикл развития — трёх-, двух- и однохозяинный.

## Классификация
Советский и российский акаролог Н. А. Филиппова в 1997 году выделяла в подсемействе следующие трибы и подтрибы:
- Триба Amblyommini
  - Подтриба Amblyommini Banks, 1907
  - Подтриба Anomalohimalaini Filippova, 1994
  - Подтриба Dermacentorini Banks, 1907
  - Подтриба Haemaphysalini Banks, 1907
- Триба Rhipicephalini Banks, 1907
  - Подтриба Margaropini
  - Подтриба Rhipicephalini Banks, 1907

В более поздних классификациях подсемейство монотипическое, в него входит всего один род — Amblyomma, с которым синонимизирован  род Aponomma.